# San Jose International Airport
Norman Y. Mineta San Jose International Airport (IATA: SJC, ICAO: KSJC, FAA LID: SJC) är en mellanstor flygplats i San Jose, Kalifornien, USA. Flygplatsen är den tredje största i San Francisco Bay Area, efter San Francisco International Airport och Oakland International Airport.